# Nikolaj Vasiljevič Vasilčikov
Nikolaj Vasiljevič Vasilčikov (rusko Николай Васильевич Васильчиков), ruski general, * 1781, † 1849.
Bil je eden izmed pomembnejših generalov, ki so se borili med Napoleonovo invazijo na Rusijo; posledično je bil njegov portret dodan v Vojaško galerijo Zimskega dvorca.

## Življenje
Leta 1784 je vstopil med gardiste in 1796 je prejel čin korneta ter leta 1802 čin polkovnika. Med 28. septembrom 1806 in 19. julijem 1810 je bil poveljnik Pskovskega dragonskega polka; s slednjim se je udeležil bojev proti Francozom v letih 1805-07. 19. julija 1810 je bil premeščen v Livlandski dragonski polk, s katerim se je udeležil bojev proti Turkom v letih 1810-11. 
2. julija 1812 je bil imenovan za Vjatskega pehotnega polka, s katerim se je udeležil patriotske vojne leta 1812 in bil zaradi zaslug 15. septembra 1813 povišan v generalmajorja. Med letoma 1814 in 1822 je bil poveljnik pehotnih in konjeniških brigad. 
Zaradi bolezni je bil 18. januarja 1824 upokojen.